# Geografia della Moldavia

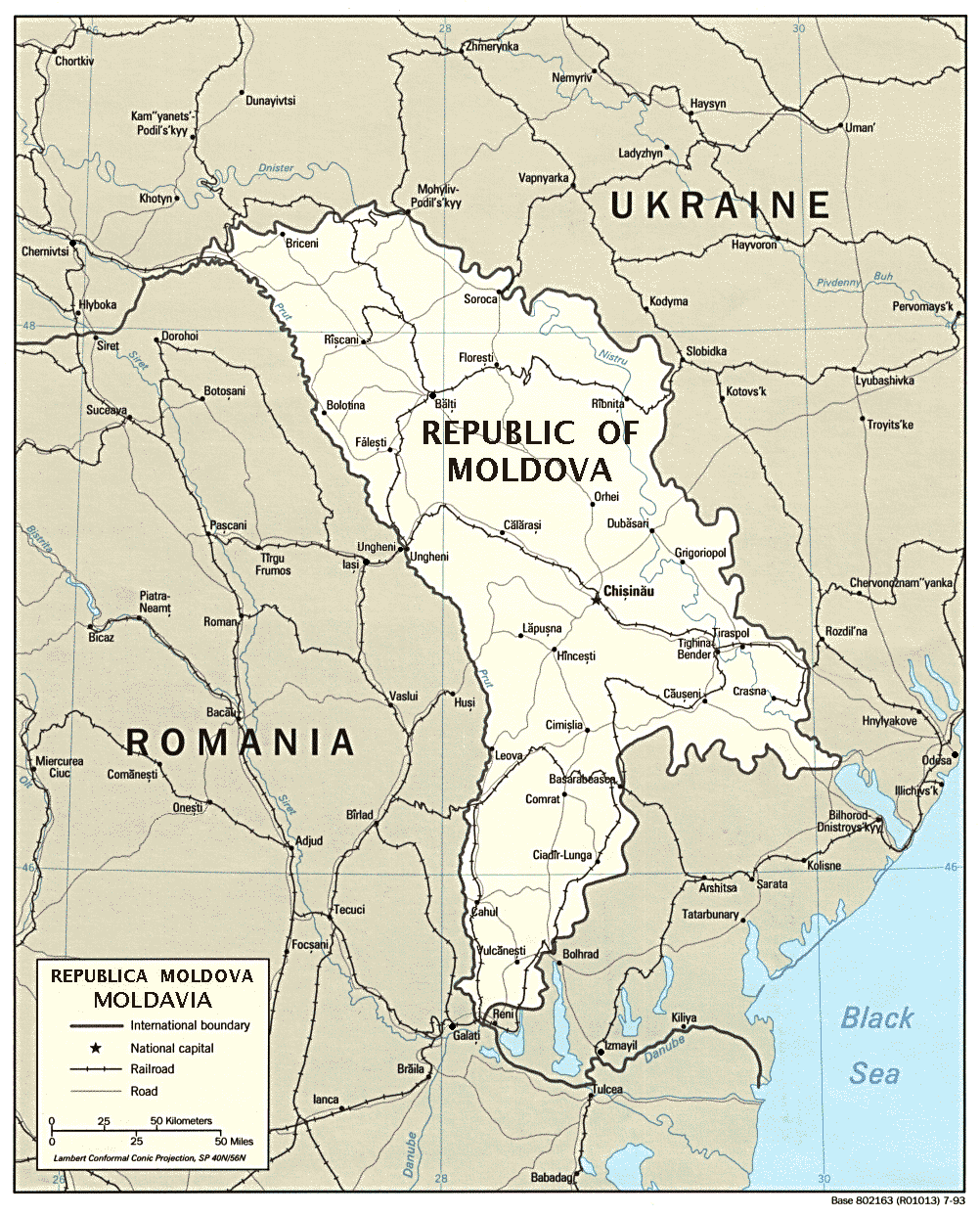
Mappa politica della Moldavia

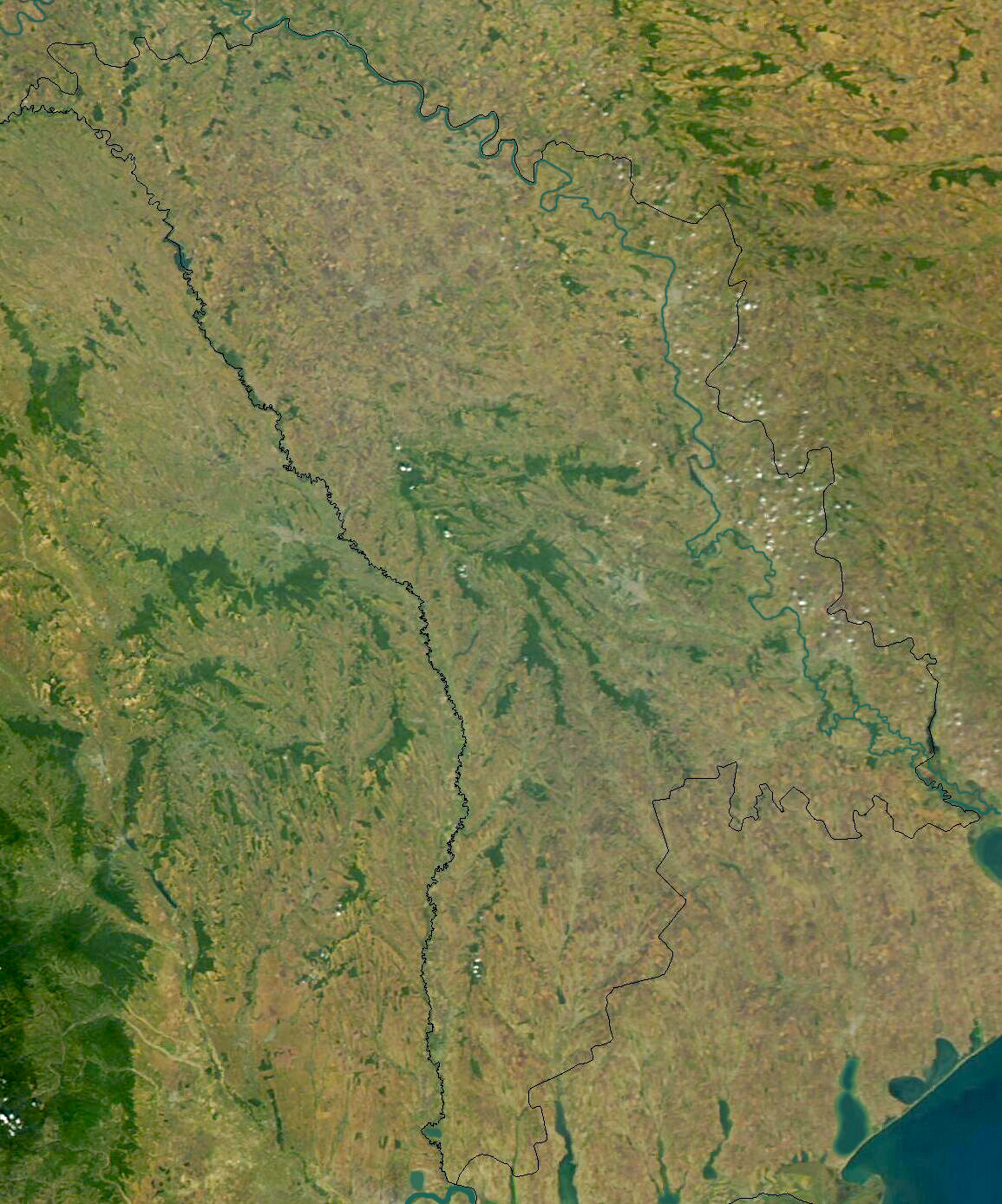
Immagine satellitare della Moldavia nel settembre 2003

Situata nell'Europa sud-orientale, la Moldavia confina ad ovest con la Romania e a nord, sud ed est con l'Ucraina; è uno stato senza sbocco al mare. La maggior parte del suo territorio sorge nell'area compresa tra i due fiumi principali, il Nistro e il Prut. Il primo forma una piccola parte della frontiera moldava con l'Ucraina nel nord-est, ma scorre principalmente attraverso la parte orientale del paese, separando la Bessarabia dalla Transnistria. Il Prut forma invece l'intero confine occidentale con la Romania. Il confine moldavo è anche toccato dal Danubio, nella sua parte meridionale, e forma il confine per meno di mezzo chilometro.
La RSS Moldava era la seconda più piccola tra le repubbliche che formavano l'Unione Sovietica, ma era la più densamente popolata. L'economia moldava assomiglia più a quella delle repubbliche dell'Asia centrale, piuttosto che a quella degli altri stati all'estremità occidentale dell'ex URSS.

## Dati
Posizione:
Europa orientale, a nord-est della Romania
Coordinate geografiche:
47°00′N 29°00′E
Area:

Totale:
33.843 km²

Terre:
33.355 km²

Acque:
472 km²
Area - comparazione:
poco maggiore del Maryland, USA
Confini di terra:

Totale:
1.389 km

Confinanti:
Romania 450 km, Ucraina 939 km
Costa:
0 km (senza sbocco sul mare)
Risorse naturali:
lignite, apatiti, gesso
Utilizzo delle terre:

Terre arabili:
53%

Raccolti permanenti:
14%

Pascoli permanenti:
13%

Foreste:
13%

Altro:
7% (1993)
Terre irrigate:
3.110 km² 
Disastri naturali:
frane (57 casi nel 1998)

## Clima
Il clima della Moldavia è moderatamente continentale: le estati sono tiepide e lunghe, con temperature medie intorno ai 30 °C, mentre gli inverni sono a volte rigidi, a volte mite con le temperature di gennaio che si attestano in media intorno ai -6 °C. Le precipitazioni annuali, che variano dai 600 millimetri al nord ai 400 al sud, possono variare anche di molto: non sono insoliti periodi di grande siccità. Le piogge si verificano principalmente all'inizio dell'estate, e di nuovo in ottobre. A causa della morfologia del terreno irregolare, le grandi piogge estive possono spesso causare l'erosione delle rocce e l'esondazione dei fiumi.

## Topografia
La maggior parte del territorio della Moldavia comprende una pianura collinosa interrotta da molti torrenti e fiumi. Geologicamente, la Moldavia sorge su profonde rocce sedimentarie, che si trasformano in rocce cristalline solo nel nord, dove si trovano le maggiori altitudini sui Monti Carpazi.
La tranquilla pianura Balti (Stepa Balti, in romeno; Bel'tskaya ravnina, in russo) nella Moldavia settentrionale, si eleva dai 90 ai 100 metri e cede poi il passo alle foreste decidue della Colline Codri, che si innalzano dai 350 ai 400 metri d'altezza. Il punto più alto della nazione, il Bălănești, si trova della parte centro-occidentale del paese e raggiunge i 430 metri. Nel sud del paese c'è la pianura Budjak, che presenta numerosi burroni.
Circa il 75% della Moldavia è coperto da un tipo di terreno detto chernozem o "terra nera". Nelle pianure del nord il terreno è ricco di creta, mentre nel sud è prevalente la terra rossa. Verso il meridione, dove prevale la steppa, la terra diventa meno fertile, ma può ancora favorire la crescita di uva e girasoli.
I fiumi della Moldavia si dirigono verso sud, verso il Mar Nero, ma sono solo otto i fiumi che si estendono per più di 100 km. Il fiume principale, il Nistro, è navigabile lungo quasi tutto il tratto moldavo, e durante gli inverni più miti non ghiaccia neanche. Il Prut è affluente del Danubio, a cui si unisce nella zona sud-occidentale del Paese.
Punti estremi:

Punto più basso:
Fiume Nistro, 2 m

Punto più alto:
Dealul Balanesti, 430 m

## Ambiente
L'eredità ambientale dell'era comunista in Moldavia, come quella di molti altri paesi delle ex ex repubbliche sovietiche, è di degrado ambientale. Le pratiche agricole, come l'abuso dei fitofarmaci e dei concimi chimici utilizzati per incrementare la rendita dei terreni a tutti i costi senza riguardo per le conseguenze, hanno causato gravi danni all'ambiente. Di conseguenza, il terreno e le acque della Moldavia sono contaminate da componenti chimici, alcuni dei quali (incluso il DDT) sono stati vietati nell'Europa occidentale.
Alcune di queste lavorazioni chimiche del terreno continuano ancora oggi. All'inizio degli anni novanta, l'utilizzo dei fitofarmaci in Moldavia era circa 20 volte quello delle altre repubbliche sovietiche o delle nazioni occidentale. Inoltre alcuni metodi agricoli fallimentari, come l'abbattimento delle foreste per far posto ai campi, hanno causato la progressiva erosione del suolo, le cui conseguenze vengono portate ancora oggi dal territorio.